# Хайнаньская операция
Хайнаньская операция (кит. 瓊崖戰役) — японская десантная операция по захвату острова Хайнань во время японо-китайской войны (1937—1945), проведённая в феврале 1939 года.

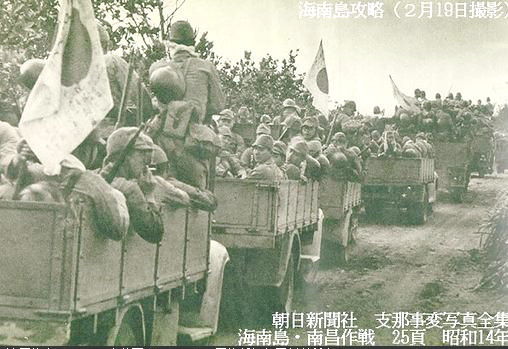
Японские войска на острове

## Ход операции
Во время войны из Гонконга и Французского Индокитая через остров Хайнань проходил маршрут снабжения войск Чан Кайши. Остров обороняла 152-я дивизия численностью около 25 000 человек под командованием генерала Юй Ханьмоу.
Японский флот после захвата Кантона (Гуанчжоу) годом ранее поддерживал блокаду вдоль всего побережья южного, центрального и северного Китая. Однако на южном конце линии блокады были обнаружены лазейки через Хайнань. Из-за этих лазеек, а также необходимости проводить воздушные операции глубоко во внутренние районы Китая, вплоть до района Куньмина, командование японского флота пришло к выводу о необходимости создания авиабаз на острове Хайнань. Операция проводилась специальными военно-морскими десантными войсками при поддержке армейских подразделений.
В начале февраля 1939 года японские десантные корабли вышли из порта Гуанчжоу с десантом в 20 тысяч человек. Одна группа кораблей направилась к северному побережью острова Хайнань, прикрываемая 6 боевыми кораблями; вторая группа, при поддержке авианосца и нескольких эсминцев, двинулась к южному побережью острова.
10 февраля началась высадка десанта на северном побережье. Японский десант продвигался под прикрытием огня корабельной артиллерией и бомбардировщиков. Во время боёв на побережье китайская армия повредила 2 японских транспортных судна и потопила 1 баржу с японскими солдатами. Японские части захватил города Цзюньчжоу и Хайкоу.
11 февраля началась высадка на южном побережье. Она также увенчалась успехом. Вскоре остров был полностью захвачен японскими войсками.